# Rytis Vaišvila
Rytis Vaišvila (ur. 23 maja 1971 w Kłajpedzie) – litewski koszykarz, trener oraz medalista olimpijski.

## Kariera
Rytis Vaišvila brał udział na Letnich Igrzyskach Olimpijskich 1996 w Atlancie, gdzie wraz z reprezentacją Litwy w koszykówce wystąpił w meczach z reprezentacjami Chin, Anglii, Stanów Zjednoczonych, Argentyny, Chorwacji i Grecji, ostatecznie zajmując 3. miejsce

### Kluby
Jako koszykarz:
- 1990-1995 -  Atletas Kauno
- 1995-1999 -  Alita Alytaus
- 1999-2000 -  Teamware Topo Helsinki
- 2000-2002 -  Ural Great Perm
- 2002-2004 -   Solnoki Mol
- 2004-2005 -  K-Cero SPU Nitros
- 2005-2007 -  BC Kecskemét
- 2007	-  Puntukas Anykščių

Jako trener:
- 2007–2008 -  Naftos-Uni-Laivitė
- 2008–2009 -  KK Neptūnas
- 2009–2010 -  Qianjiang Tan Tan
- 2010 -  KK Neptūnas
- 2012 -  Gargždų Bremena-Gargždai
- 2012-2013 -  BC Juventus
- 2013-present -  Klaipėda Nafta-Universitetas